# Манаков Віктор Вікторович (старший)
Манаков Віктор Вікторович (26 липня 1960 — 12 травня 2019) — радянський велогонщик.
Олімпійський чемпіон 1980 року в командній гонці переслідування.